# 倫以訓
倫以訓（1498年—1540年），字彦式，号白山，广东廣州府南海县黎涌（今佛山瀾石黎涌村）人，明朝政治人物，正德丁丑榜眼及第。

## 生平
狀元伦文叙次子。正德八年（1513年）癸酉科廣東鄉試第六名舉人。正德十二年（1517年）丁丑科會試第一，登進士第一甲第二名。授翰林院編修，养病。嘉靖三年（1524年）八月病愈，復除原职，四年（1525年）六月以《武宗实录》修成，升任翰林院修撰，八年四月充《大明会典》纂修官，兩次出任會試同考官。十三年三月升右春坊右谕德，七月充應天府乡试考试官，十四年十一月官至南京國子監祭酒。因母老乞養，卒於家鄉。

## 家族
曾祖父倫敔；祖父倫明，封翰林院修撰；父倫文叙，曾任右春坊右諭德兼翰林院侍講。母區氏（封安人）。慈侍下。兄倫以諒（貢士）。弟倫以詵、以譔、以謨、以諶、以謙、以諤、以諲、以訒。

## 軼事
有一次廖道南與倫以訓一起入朝，廖道南對其說：「有一偶語，試對之。人心不足蛇吞象。」倫以訓應答：「天理難忘獺祭魚」廖，湖廣人；倫，廣東人。這兩人都是以對方當地的名產做為對子，進而相互嘲諷。 